# Rolf Ludwig
Rolf Ludwig, född 28 juli 1925 i Stockholm, död 27 mars 1999 i Berlin, var en tysk skådespelare. Ludwig var en av Östtysklands populäraste skådespelare. Från och med 1950-talet medverkade han i många filmer producerade av det statliga filmbolaget DEFA. Ett större genombrott fick han 1956 med filmen Der Hauptmann von Köln.

## Filmografi, urval
- 1956 – Der Hauptmann von Köln
- 1959 – Das Feuerzeug
- 1972 – Den tredje
- 1973 – Die Legende von Paul und Paula
- 1991 – Stein